# Batomys
Batomys is een geslacht van knaagdieren uit de Murinae dat voorkomt op de eilanden Luzon, Mindanao, Leyte, Biliran en Dinagat in de Filipijnen. Het geslacht is het nauwste verwant aan Carpomys, Crateromys en Phloeomys, waarmee het een aparte groep vormt die niet bijzonder nauw verwant is aan de andere Murinae. Uiterlijk lijken ze het meeste op Crateromys.

## Kenmerken
Het zijn middelgrote muizen met een korte staart en een korte, dikke, bruine vacht. De kop-romplengte bedraagt 18 tot 20 cm, de staartlengte 14 tot 18 cm. De rug kan allerlei bruinachtige kleuren hebben. Ze hebben een vrij korte staart en een spitse schedel.

## Voorkomen
Van de vijf soorten komen er twee (B. granti en B. dentatus) alleen op Luzon voor, terwijl B. salomonseni, B. hamiguitan en B. russatus in Groot-Mindanao voorkomen (B. salomonseni op Mindanao, Leyte, Biliran en Dinagat; B. hamiguitan alleen op Mindanao; en B. russatus alleen op Dinagat). B. dentatus en B. russatus worden als de meest afwijkende vormen beschouwd. Alle Batomys-soorten komen voor in regenwoud; de meeste komen voor op grote hoogte (behalve B. russatus). Alle soorten zijn slecht bekend.

## Soorten
Het geslacht omvat de volgende soorten:
- Batomys dentatus (Luzon)
- Batomys granti (Luzon)
- Batomys hamiguitan (Mount Hamiguitan op Mindanao)
- Batomys russatus (Dinagat)
- Batomys salomonseni (Kitangladgebergte op Mindanao, Leyte, Dinagat, Biliran)
- Batomys uragon (Mount Isarog op Luzon)[3]

Aethomys-divisie ·
Apodemus-divisie ·
Arvicanthis-divisie ·
Chrotomys-divisie ·
Colomys-divisie ·
Crunomys-divisie ·
Dacnomys-divisie ·
Dasymys-divisie ·
Echiothrix-divisie ·
Golunda-divisie ·
Hadromys-divisie ·
Hybomys-divisie ·
Hydromys-divisie ·
Lorentzimys-divisie ·
Malacomys-divisie ·
Maxomys-divisie ·
Melasmothrix-divisie ·
Micromys-divisie ·
Millardia-divisie ·
Mus-divisie ·
Oenomys-divisie ·

Phloeomys-divisie (Batomys · Carpomys · Crateromys · Musseromys · Phloeomys) ·

Pithecheir-divisie ·
Pogonomys-divisie ·
Pseudomys-divisie ·
Rattus-divisie ·
Stenocephalemys-divisie ·
Uromys-divisie ·
Xeromys-divisie ·
Niet-ingedeelde geslachten